# Alexey Diakonoff
Alexey Nikolajevitsj Diakonoff (Russisch: Алексей Николаевич Дьяконов) (Sint-Petersburg, 1 maart 1907 – Leiden, 20 september 1989) was een Russisch-Nederlandse entomoloog die zich specialiseerde in Microlepidoptera. 
Zijn ouders emigreerden naar Nederlands-Indië, waar hij vanaf 1923 zijn basisonderwijs had genoten. Diakonoff studeerde vervolgens biologie aan de Universiteit van Amsterdam. Een proefschrift over de Indo-Maleise Tortricidae voltooid, keerde hij terug naar Java in 1939 om een functie als entomoloog aan te nemen op een suikerplantage en industrieënonderzoeksstation. In 1941 kreeg hij een positie aangeboden in het Zoölogisch Museum in Bogor (Museum Zoologicum Bogoriensis) in de Botanische Tuinen van Bogor, maar de Japanse invasie kwam tussenbeide. In 1945 keerde hij terug naar Nederland en studeerde in het Leidse museum in de collectie Lepidoptera. Hij keerde terug naar Bogor toen de Nederlanders probeerden Java te herwinnen. Dit mislukte en in 1951 verliet Diakonoff Java voor de laatste keer. Hij werd conservator van Lepidoptera in het Rijksmuseum van Natuurlijke Historie in Leiden. Zijn wetenschappelijk werk in het Leidse museum ging door tot zijn dood en zijn collectie is bewaard gebleven in Naturalis.

## Werken
Gedeeltelijke lijst als Diakonoff, AN 
- 1937 - De risjmot, Corcyra cephalonica St. (Lep., Galleriidae) een in Nederlandsch-Indie en in Nederland nog weinig bekende vijand van tropische en andere producten. - Berichten van de Afdeeling Handlesmuseum von de Kon.Vereeniging Kolonial Institut, Amsterdam No. 112, 22p.
- *1939 - On some Indian Tortricidae (Lepidoptera). Records of the Indian Museum. Vol.41 (03): 231-233.
- 1947 - Notes on Tortricidae from the Malay Archipelago with description of a new species (Lep.). Tijdschr. Ent. 88: 340-344.
- 1948 - Microlepidoptera from Madagascar. Mém. Inst. sci. Madag. (A) 1: 22-30, figs. 1-8.
- 1950 - The Type Specimens of certain Oriental Eucosmidae and Carposinidae (Microlepidoptera). - Bull. Br. Mus. nat. Hist. (Ent.): 273-300.
- 1951 - Entomological results from the Swedish Expedition 1934 to Burma and British India. Lepidoptera, Collected by René Malaise, Microlepidoptera I. With 1 map and 35 figures in the text. - Arkiv för Zoologi Band 3 nr. 6, Almqvist & Wiksell Boktryckeri, Uppsala. 59 - 94 pp.
- 1955 - Microlepidoptera of New Guinea. Results of the third Archbold Expedition (American- Netherlands Indian Expedition 1938-1939). Part V. Verhandelingen der Koninklijke Nederlandse Akademie van Wetenschappen, Afdeling Natuurkunde (2) 50(3):1–210.
- 1957a - Tortricidae from Reunion (Microlepidoptera). - Mém.ins.scient.Madagascar, (E) 8: 237-283.
- 1957b - Remarks on Cryptophlebia Walsingham and related genera (Lepidoptera, Tortricidae, Olethreutinae). - Tijdschr.Ent.,100: 129-146.
- 1958a - Zeller's types of African Tortricidae and Glyphipterygidae in the Stockholm Museum. — Entomologisk Tidskrift 78 (1957)(): 69–80.
- 1958b - Notes on Saalmüller's types of Malagassy Microlepidoptera. - Senckenberg.biol., 39:89-90.
- 1959a - Revision of Cryptaspasma Walsingham, 1900 (Lepidoptera, Tortricidae). — Zoölogische Verhandelingen, Leiden 43(): 1–60, pls. 1–13.
- 1959b - Mabille's types of Malagassy Tortricidae (Lepidoptera). - Revue fr.Ent., 26:167-186.
- 1959c - Meyricks's types of tortricidae from Madagascar in the Vienna Museum. - Ann.naturh.Mus.Wien, 63: 409-413.
- 1960 - Tortricidae from Madagascar. Part I Tortricinae and Chlidanotinae. Verhandligen koninklijke Nederlandse Akademie van Wetetenshappen. Afd., Natuurkunde, 53(1), 209 pp, 40 pls.
- 1961  - Tortricidae from Madagascar in the Berlin Museum. D. ent. Z., new ser. 8: 152-155, figs. 1-2.
- 1963a - Tortricidae (Lepid.) collected in Madagascar by Dr. Fred Keiser. Verh. naturf. Ges. Basel 74: 133-144, figs. 1-5, t. 1-3.
- 1963b - African species of the genus Bactra Stephens (Lep., Tortricidae). Tijdschr. ent. 106: 285-357, figs. 1-73
- 1967 - Microlepidoptera of the Philippines Washington, Smithsonian Institution Press.
- 1968 - Descriptions of three new genera of Olethreutinae (Lepidoptera, Tortricidae). — Beaufortia 15(): 69–77.
- 1969 - Tortricidae from Seychelles and Aldabra (Lepidoptera). Tijdschrift voor Entomologie112(3): 81-100, pls 1-13.
- 1970a - Lepidoptera Tortricoidea from Tsaratanana Range, Mém.Orstom No. 37: 103-150.
- 1970b - A new Tortricid from the Seychelles Islands. — Annales de la Société Entomologique de France (N.S.) 6(): 995–998.
- 1974  - Exotic Tortricoidea, with descriptions of new species (Lepidoptera). - Annales de la Société Entomologique de France |series=New Series 10(1): 219–227.
- 1976  - Tortricoidea from Nepal, 2. — Zoölogische Verhandelingen, Leiden 144(): 1–145, 14 plates.
- 1977  - Tortricidae and Choreutidae from Reunion (Lepidoptera) - Annals soc.ent.Fr. (N.S.) 13 (1): 101-116.
- 1981  - Tortricidae from Madagascar, Part2. Olethreutinae, 1. - Annals soc.ent.Fr. (N.S.) 17(1): 7-32.
- 1983a - Tortricidae from Madagascar Part 2. Olethreutinae, 2 (Lepidoptera). — Annales de la Société Entomologique de France (N.S.) 19(): 291–310.
- 1983b - A new species of Stathmopoda Herrich-Schäffer from the Seychelles Islands (Lepdioptera: Stathmopodidae). - Entomologische Berichten, Amsterdam 43(8):117–118.
- 1987 - Descriptions and a record of Tortricidae: Grapholitini (Lepidoptera) from Madagascar. - Tinea 12(Suppl.): 118–144.
- 1988a - Tortricidae from Madagascar, Part2. Olethreutinae, 3 (Lepidoptera). - Annals soc.ent.Fr. (N.S.)24(2): 161-180.
- 1988b - Tortricidae from Madagascar, Part2. Olethreutinae, 4 (Lepidoptera). - Annals soc.ent.Fr. (N.S.)24(3): 307-330.
- 1989a - Tortricidae from Madagascar, Part2. Olethreutinae, 5 (Lepidoptera). - Annals soc.ent.Fr. (N.S.)25(1): 41-69.
- 1989b - Tortricidae from Madagascar, Part2. Olethreutinae, 6 (Lepidoptera). - Annals soc.ent.Fr. (N.S.)25(4): 431-460.
- 1989c - Revision of the Palaearctic Carposinidae with description of a new genus and new species (Lepidoptera: Pyraloidea). Zoölogische Verhandelingen. 251: 1–155.
- 1992 - Tortricidae from Madagascar, Part2. Olethreutinae, 7 (Lepidoptera).- Annals soc.ent.Fr. (N.S.)28(1): 37-71.
- Ongeveer 250 wetenschappelijke papers die vele honderden soorten Microlepidoptera beschrijven, in het bijzonder in Indonesië.

Hij was lid van de Nederlandse Entomologische Vereniging. 